# Stadio Rodrigo Paz Delgado
Lo stadio Rodrigo Paz Delgado (in spagnolo Estadio Rodrigo Paz Delgado), conosciuto come stadio della Liga Deportiva Universitaria (in spagnolo Estadio de la Liga Deportiva Universitaria) e informalmente come La Casa Blanca, è uno stadio di Quito, in Ecuador. Ha una capienza di 55 400 posti e ospita le partite casalinghe della LDU Quito.

## Storia
L'impianto fu costruito su iniziativa del proprietario della LDU Quito, Rodrigo Paz Delgado, uomo d'affari e politico ecuadoriano, che nel 1991, epoca in cui era sindaco di Quito, volle dimostrare che si poteva costruire uno stadio di proprietà all'avanguardia, mettendo in moto il progetto.
La costruzione iniziò nel 1995 ed ebbe un costo di 16 milioni di dollari. Lo stadio fu inaugurato il 6 marzo 1997 con un'amichevole tra la LDU Quito e i brasiliani dell'Atlético Mineiro, battuti per 3-1. Sostituì lo stadio olimpico Atahualpa.

## Caratteristiche
Lo stadio ha una capienza di 55 104 spettatori, divisi tra suite (4 316 spettatori), palchi (2 906), tribune (18 000), generali (25 400). Il parcheggio può contenere 1. 280 posti auto. Sono numerosi i servizi: sala e palco VIP, sala stampa, suite presidenziale, caffetterie, infermeria, tabellone luminoso di 52 metri quadrati, 4 telecamere di vigilanza e altri equipaggiamenti che ne fanno uno stadio moderno e attrezzato per ospitare eventi internazionali.
Nello stadio la LDU Quito ha vinto, tra l'altro, la Coppa Libertadores 2008, prima Coppa Libertadores vinta da una squadra ecuadoriana.